# Plebejus vernalis
Plebejus vernalis är en fjärilsart som beskrevs av Tutt 1909. Plebejus vernalis ingår i släktet Plebejus och familjen juvelvingar. Inga underarter finns listade i Catalogue of Life.